# Uv-indeks
Uv-indeks er et udtryk for intensiteten af ultraviolette stråling fra solens lys på et bestemt sted på en bestemt dag. Uv-indekset hænger direkte sammen med intensiteten af uv-stråling der rammer jordens overflade, målt i W/m². Formålet med at måle uv-indekset er som regel at hjælpe folk til at beskytte sig mod uv-lys der kan føre til solskoldning, øjenskader som grå stær, hudaldring og hudkræft.
Uv-Indeksets skala går fra 1 til 10, hvor 1 betyder meget svag intensitet af ultraviolet stråling og værdier fra 8 - 10 betyder ekstremt kraftig intensitet. Uv-indekset kan godt være højt et givent sted selvom der er overskyet og solen ikke er direkte synlig. Det gælder især nær vand eller is, da vand- og is-overflader tilbagekaster en væsentlig del af den ultraviolette stråling. Et index på 0 er teoretisk muligt, men dog usandsynligt. I Danmark vil værdien ikke blive meget højere end 6 på grund af den nordlige beliggenhed på jordkloden, men nærmer man sig ækvator kan den nå dobbelt så høje værdier.
På grund af absorption i atmosfæren, afhænger Uv-indekset blandt andet af højden man befinder sig i. Rekorden for uv-indeks målt på jordoverfladen er 43,3, hvilket blev målt i Andesbjergene i 2003.
Når uv-indekset forudsiges, tages der højde for de bølgelængder af det ultraviolette lys som huden er mest følsom overfor, og viden om ozonlagets tykkelse og tilstedeværelsen af skyer ligger til grund for forudsigelserne.